# Mustionjoki
Mustionjoki este o arie protejată (arie specială de conservare — SAC, sit de importanță comunitară — SCI) din Finlanda întinsă pe o suprafață de 277 ha, integral pe uscat.

## Localizare
Centrul sitului Mustionjoki este situat la coordonatele 60°05′46″N 23°41′36″E / 60.0961°N 23.6933°E.

## Înființare
Situl Mustionjoki a fost declarat sit de importanță comunitară în august 1998 pentru a proteja 1 specie de animale. Situl a fost protejat și ca arie specială de conservare în aprilie 2015.

## Biodiversitate
Situată în ecoregiunea boreală, aria protejată conține 1 habitat natural: Cursuri de apă de la nivel de câmpie la nivel montan, cu vegetație Ranunculion fluitantis și Callitricho-Batrachion.
La baza desemnării sitului se află o specie protejată de  nevertebrate: Unio crassus.
Pe lângă speciile protejate, pe teritoriul sitului au mai fost identificate 2 specii de păsări.